# Llista de topònims de Sant Feliu Sasserra
Llista de topònims (noms propis de lloc) del municipi de Sant Feliu Sasserra, al Bages
Informació actualitzada per un bot. Els canvis manuals es perdran quan s'actualitzi!

## abric rocós
| imatge | Nom                      | Ubicat a            | instància de | Detalls | coordenades                                                                                            | Protecció | Commons (més fotos) | Dades a WD                    |
| ------ | ------------------------ | ------------------- | ------------ | ------- | --- | --------- | ------------------- | ----------------------------- |
|        | Balma de les Pastorelles | Sant Feliu Sasserra | abric rocós  |         | 41° 57′ 21″ N, 1° 59′ 58″ E / 41.9559187926577°N,1.99948368058445°E ca:Sector nord del terme municipal |           |                     | Modifica les dades a Wikidata |
|        | Balma dels Carlins       | Sant Feliu Sasserra | abric rocós  |         | 41° 56′ 48″ N, 1° 59′ 25″ E / 41.9467414227112°N,1.99026517280857°E                                    |           |                     | Modifica les dades a Wikidata |

## casa
| imatge | Nom                           | Ubicat a            | instància de | Detalls                                                         | coordenades                                                                           | Protecció                   | Commons (més fotos)             | Dades a WD                    |
| ------ | ----------------------------- | ------------------- | ------------ | --------------------------------------------------------------- | ------------------------------------------------------------------------------------- | --------------------------- | ------------------------------- | ----------------------------- |
|        | Ca l'Arnaus                   | Sant Feliu Sasserra | casa         | Estil: arquitectura popular 19th century                        | 41° 56′ 38″ N, 2° 01′ 21″ E / 41.943765°N,2.022455°E ca:Sector sud del nucli urbà     | bé cultural d'interès local |                                 | Modifica les dades a Wikidata |
|        | Ca l'Eures                    | Sant Feliu Sasserra | casa         | 17th century                                                    | 41° 56′ 42″ N, 2° 01′ 20″ E / 41.944961°N,2.022196°E ca:Sector central del nucli urbà | bé cultural d'interès local | Ca l'Eures                      | Modifica les dades a Wikidata |
|        | Ca la Paula                   | Sant Feliu Sasserra | casa         | Estil: arquitectura popular                                     | 41° 56′ 39″ N, 2° 01′ 21″ E / 41.944296°N,2.022538°E                                  | bé cultural d'interès local |                                 | Modifica les dades a Wikidata |
|        | Cal Canonge                   | Sant Feliu Sasserra | casa         |                                                                 | 41° 56′ 40″ N, 2° 01′ 21″ E / 41.94439°N,2.022496°E                                   | bé cultural d'interès local |                                 | Modifica les dades a Wikidata |
|        | Cal Correu                    | Sant Feliu Sasserra | casa         |                                                                 | 41° 56′ 40″ N, 2° 01′ 20″ E / 41.944552°N,2.022253°E ca:Pl. Major, 10 617 msnm        | bé cultural d'interès local |                                 | Modifica les dades a Wikidata |
|        | Cal Quim                      | Sant Feliu Sasserra | casa         |                                                                 | 41° 56′ 40″ N, 2° 01′ 20″ E / 41.94435°N,2.022345°E                                   | bé cultural d'interès local |                                 | Modifica les dades a Wikidata |
|        | Cal Salero                    | Sant Feliu Sasserra | casa         |                                                                 | 41° 56′ 38″ N, 2° 01′ 24″ E / 41.943977°N,2.023456°E 615 msnm                         | bé cultural d'interès local |                                 | Modifica les dades a Wikidata |
|        | Cal Serra                     | Sant Feliu Sasserra | casa         | Estil: arquitectura eclèctica arquitectura barroca 19th century | 41° 56′ 42″ N, 2° 01′ 20″ E / 41.944924°N,2.0221°E ca:Sector central del nucli urbà   | bé cultural d'interès local | Cal Serra (Sant Feliu Sasserra) | Modifica les dades a Wikidata |
|        | Cal Veiret                    | Sant Feliu Sasserra | casa         |                                                                 | 41° 56′ 37″ N, 2° 01′ 20″ E / 41.943701°N,2.022273°E                                  | bé cultural d'interès local |                                 | Modifica les dades a Wikidata |
|        | Casa Almató                   | Sant Feliu Sasserra | casa         | Estil: arquitectura popular 18th century                        | 41° 56′ 42″ N, 2° 01′ 19″ E / 41.945094°N,2.022049°E ca:Sector central del nucli urbà | bé cultural d'interès local | Casa Almató                     | Modifica les dades a Wikidata |
|        | Casa Serra Goday              | Sant Feliu Sasserra | casa         | Estil: arquitectura popular                                     | 41° 56′ 39″ N, 2° 01′ 23″ E / 41.944202°N,2.023015°E ca:Sector sud-est del nucli urbà | bé cultural d'interès local | Casa Serra Goday                | Modifica les dades a Wikidata |
|        | habitatge a la plaça Major, 2 | Sant Feliu Sasserra | casa         | Estil: arquitectura popular                                     | 41° 56′ 40″ N, 2° 01′ 21″ E / 41.944489°N,2.022504°E                                  | bé cultural d'interès local |                                 | Modifica les dades a Wikidata |

## creu de terme
| imatge | Nom                                   | Ubicat a            | instància de  | Detalls      | coordenades                                                                            | Protecció                   | Commons (més fotos)                 | Dades a WD                    |
| ------ | ------------------------------------- | ------------------- | ------------- | ------------ | -------------------------------------------------------------------------------------- | --------------------------- | ----------------------------------- | ----------------------------- |
|        | Creus de terme de Sant Feliu Sasserra | Sant Feliu Sasserra | creu de terme |              | 41° 56′ 28″ N, 2° 01′ 21″ E / 41.94116932936003°N,2.022528818181916°E                  |                             |                                     | Modifica les dades a Wikidata |
|        | creu del Pilar                        | Sant Feliu Sasserra | creu de terme | 17th century | 41° 55′ 56″ N, 2° 00′ 59″ E / 41.932175°N,2.016264°E ca:Sector est del terme municipal | bé cultural d'interès local | Creu de terme (Sant Feliu Sasserra) | Modifica les dades a Wikidata |

## curs d'aigua
| imatge | Nom             | Ubicat a                                                | instància de | Detalls                    | coordenades                                                                                              | Protecció | Commons (més fotos) | Dades a WD                    |
| ------ | --------------- | ------------------------------------------------------- | ------------ | -------------------------- | --- | --------- | ------------------- | ----------------------------- |
|        | Riera Gavarresa | Osona Bages                                             | curs d'aigua | Desemboca: Llobregat       | 42° 07′ 18″ N, 2° 05′ 42″ E / 42.121789°N,2.094932°E 41° 46′ 57″ N, 1° 54′ 32″ E / 41.782522°N,1.90877°E |           | Riera Gavarresa     | Modifica les dades a Wikidata |
|        | riera de Relat  | Santa Maria de Merlès Oristà Sant Feliu Sasserra Avinyó | curs d'aigua | Desemboca: Riera Gavarresa | 41° 59′ 35″ N, 1° 59′ 35″ E / 41.993115°N,1.99316°E 41° 51′ 43″ N, 1° 58′ 38″ E / 41.86204°N,1.977267°E  |           | Riera de Relat      | Modifica les dades a Wikidata |

## edifici
| imatge | Nom                                         | Ubicat a            | instància de | Detalls                                                       | coordenades                                                                       | Protecció                                  | Commons (més fotos) | Dades a WD                    |
| ------ | ------------------------------------------- | ------------------- | ------------ | ------------------------------------------------------------- | --------------------------------------------------------------------------------- | ------------------------------------------ | ------------------- | ----------------------------- |
|        | Conjunt de finestres de Sant Feliu Sasserra | Sant Feliu Sasserra | edifici      | Estil: arquitectura gòtica                                    | 41° 56′ 38″ N, 2° 01′ 22″ E / 41.943921°N,2.022754°E                              | bé integrant del patrimoni cultural català |                     | Modifica les dades a Wikidata |
|        | Glorieta Vilaclara                          | Sant Feliu Sasserra | edifici      | Estil: modernisme català arquitectura modernista 20th century | 41° 56′ 50″ N, 2° 01′ 11″ E / 41.947181°N,2.01964°E ca:Sector nord del nucli urbà | bé cultural d'interès local                | Glorieta Vilaclara  | Modifica les dades a Wikidata |
|        | la Farinera                                 | Sant Feliu Sasserra | edifici      | Estil: arquitectura popular                                   | 41° 56′ 38″ N, 2° 01′ 21″ E / 41.9439°N,2.022465°E ca:Sector sud del nucli urbà   | bé cultural d'interès local                |                     | Modifica les dades a Wikidata |

## església
| imatge | Nom                        | Ubicat a            | instància de | Detalls                      | coordenades                                          | Protecció                                  | Commons (més fotos)             | Dades a WD                    |
| ------ | -------------------------- | ------------------- | ------------ | ---------------------------- | ---------------------------------------------------- | ------------------------------------------ | ------------------------------- | ----------------------------- |
|        | Sant Feliu                 | Sant Feliu Sasserra | església     |                              | 41° 56′ 38″ N, 2° 01′ 23″ E / 41.943958°N,2.022971°E | bé cultural d'interès local                | Església de Sant Feliu Sasserra | Modifica les dades a Wikidata |
|        | Sant Julià de la Cirera    | Sant Feliu Sasserra | església     | Estil: arquitectura romànica | 41° 55′ 29″ N, 2° 01′ 08″ E / 41.924604°N,2.018828°E | bé integrant del patrimoni cultural català |                                 | Modifica les dades a Wikidata |
|        | capella de Santa Magdalena | Sant Feliu Sasserra | església     |                              | 41° 56′ 50″ N, 2° 01′ 23″ E / 41.947085°N,2.023104°E | bé cultural d'interès local                | Capella de Santa Magdalena      | Modifica les dades a Wikidata |
|        | capella del Mas Pilar      | Sant Feliu Sasserra | església     |                              | 41° 55′ 54″ N, 2° 00′ 56″ E / 41.931764°N,2.015691°E | bé cultural d'interès local                | Capella del Mas Pilar           | Modifica les dades a Wikidata |

## masia
| imatge | Nom                     | Ubicat a            | instància de | Detalls                                    | coordenades                                                                                                   | Protecció                                            | Commons (més fotos)                   | Dades a WD                    |
| ------ | ----------------------- | ------------------- | ------------ | ------------------------------------------ | --- | ---------------------------------------------------- | ------------------------------------- | ----------------------------- |
|        | Argelers                | Sant Feliu Sasserra | masia        |                                            | 41° 56′ 44″ N, 1° 59′ 49″ E / 41.9455°N,1.99684°E 544 msnm                                                    |                                                      |                                       | Modifica les dades a Wikidata |
|        | Badia                   | Sant Feliu Sasserra | masia        |                                            | 41° 57′ 14″ N, 1° 59′ 49″ E / 41.9538°N,1.99682°E ca:Sector nord del terme municipal 560 msnm                 |                                                      |                                       | Modifica les dades a Wikidata |
|        | Bonells                 | Sant Feliu Sasserra | masia        | 18th century                               | 41° 56′ 33″ N, 1° 59′ 40″ E / 41.94250833°N,1.994525°E ca:Sector central del terme municipal 527 msnm         |                                                      |                                       | Modifica les dades a Wikidata |
|        | Ca l'Esteve             | Sant Feliu Sasserra | masia        |                                            | 41° 56′ 40″ N, 2° 01′ 03″ E / 41.9445375928725°N,2.01757678236031°E                                           |                                                      |                                       | Modifica les dades a Wikidata |
|        | Cal Batzó               | Sant Feliu Sasserra | masia        |                                            | 41° 56′ 57″ N, 2° 01′ 18″ E / 41.9491468619372°N,2.02154776006688°E                                           |                                                      |                                       | Modifica les dades a Wikidata |
|        | Cal Ferrer Parell d'Ous | Sant Feliu Sasserra | masia        |                                            | 41° 56′ 01″ N, 2° 01′ 03″ E / 41.933584401311°N,2.01744335043605°E                                            |                                                      |                                       | Modifica les dades a Wikidata |
|        | Cal Monget              | Sant Feliu Sasserra | masia        |                                            | 41° 56′ 05″ N, 2° 01′ 07″ E / 41.9346932777863°N,2.01862048801916°E ca:Sector est del terme municipal         |                                                      |                                       | Modifica les dades a Wikidata |
|        | Cal Nons                | Sant Feliu Sasserra | masia        |                                            | 41° 57′ 11″ N, 2° 01′ 16″ E / 41.9529175655363°N,2.02118844633647°E 587 msnm                                  |                                                      | Cal Nons                              | Modifica les dades a Wikidata |
|        | Cal Passavia            | Sant Feliu Sasserra | masia        |                                            | 41° 57′ 41″ N, 2° 01′ 29″ E / 41.96129722°N,2.02484167°E 556 msnm                                             |                                                      |                                       | Modifica les dades a Wikidata |
|        | Cal Poll                | Sant Feliu Sasserra | masia        |                                            | 41° 56′ 35″ N, 2° 01′ 39″ E / 41.9430181214026°N,2.02740796116374°E                                           |                                                      |                                       | Modifica les dades a Wikidata |
|        | Cal Puntes              | Sant Feliu Sasserra | masia        |                                            | 41° 57′ 10″ N, 2° 01′ 12″ E / 41.9527097720156°N,2.02005745893904°E                                           |                                                      |                                       | Modifica les dades a Wikidata |
|        | Cal Raleta              | Sant Feliu Sasserra | masia        |                                            | 41° 56′ 21″ N, 2° 01′ 20″ E / 41.9392372154019°N,2.02232655399719°E                                           |                                                      |                                       | Modifica les dades a Wikidata |
|        | Cal Santamaria          | Sant Feliu Sasserra | masia        |                                            | 41° 57′ 10″ N, 2° 01′ 04″ E / 41.9528257809596°N,2.01782354101431°E                                           |                                                      |                                       | Modifica les dades a Wikidata |
|        | Casanova de l'Oblaguer  | Sant Feliu Sasserra | masia        |                                            | 41° 54′ 54″ N, 2° 01′ 57″ E / 41.9149882655721°N,2.03259677832032°E ca:Sector sud del terme municipal         |                                                      |                                       | Modifica les dades a Wikidata |
|        | Comes Vertides          | Sant Feliu Sasserra | masia        |                                            | 41° 57′ 32″ N, 2° 01′ 27″ E / 41.9589686922479°N,2.02420907408524°E ca:Sector nord-est del terme municipal    |                                                      |                                       | Modifica les dades a Wikidata |
|        | Comulleda               | Sant Feliu Sasserra | masia        | 19th century                               | 41° 54′ 58″ N, 2° 01′ 33″ E / 41.9161114110382°N,2.02588723136392°E ca:Sector sud del terme municipal         |                                                      |                                       | Modifica les dades a Wikidata |
|        | Fontermona              | Sant Feliu Sasserra | masia        |                                            | 41° 56′ 58″ N, 2° 00′ 10″ E / 41.9493468239805°N,2.00291639269184°E ca:Sector central del terme municipal     |                                                      |                                       | Modifica les dades a Wikidata |
|        | Fontermona Nova         | Sant Feliu Sasserra | masia        |                                            | 41° 57′ 11″ N, 2° 00′ 57″ E / 41.953043391617°N,2.01588969327039°E                                            |                                                      |                                       | Modifica les dades a Wikidata |
|        | Mas Pilar               | Sant Feliu Sasserra | masia        | Estil: arquitectura popular                | 41° 55′ 54″ N, 2° 00′ 56″ E / 41.931654°N,2.015463°E                                                          | bé cultural d'interès local                          |                                       | Modifica les dades a Wikidata |
|        | Mas els Arnaus          | Sant Feliu Sasserra | masia        | Estil: arquitectura popular                | 41° 56′ 28″ N, 1° 59′ 48″ E / 41.94106667°N,1.99653056°E 41° 56′ 28″ N, 1° 59′ 47″ E / 41.940999°N,1.996308°E | bé cultural d'interès local                          |                                       | Modifica les dades a Wikidata |
|        | Mas la Cirera           | Sant Feliu Sasserra | masia        | Estil: arquitectura popular                | 41° 55′ 29″ N, 2° 01′ 13″ E / 41.924624°N,2.020154°E                                                          | bé integrant del patrimoni cultural català           |                                       | Modifica les dades a Wikidata |
|        | Puig Sobirà             | Sant Feliu Sasserra | masia        |                                            | 41° 57′ 00″ N, 2° 00′ 47″ E / 41.950025386295°N,2.0131551726565°E                                             | bé cultural d'interès local                          |                                       | Modifica les dades a Wikidata |
|        | Puiglluçà               | Sant Feliu Sasserra | masia        |                                            | 41° 56′ 35″ N, 2° 00′ 06″ E / 41.9429417846726°N,2.00172537612375°E                                           |                                                      |                                       | Modifica les dades a Wikidata |
|        | Torre Vilaclara         | Sant Feliu Sasserra | masia        | Estil: arquitectura eclèctica 19th century | 41° 56′ 44″ N, 2° 01′ 14″ E / 41.9455°N,2.020477°E ca:Sector oest del nucli urbà                              | bé d'interès cultural bé cultural d'interès nacional | Torre Vilaclara (Sant Feliu Sasserra) | Modifica les dades a Wikidata |
|        | Vilaclara               | Sant Feliu Sasserra | masia        |                                            | 41° 57′ 42″ N, 2° 00′ 12″ E / 41.96164889459°N,2.0033220842817°E                                              |                                                      |                                       | Modifica les dades a Wikidata |
|        | el Coll de Bassa        | Sant Feliu Sasserra | masia        |                                            | 41° 55′ 24″ N, 2° 00′ 57″ E / 41.9234467809612°N,2.01578990175565°E                                           |                                                      |                                       | Modifica les dades a Wikidata |
|        | el Puig                 | Sant Feliu Sasserra | masia        |                                            | 41° 57′ 01″ N, 2° 00′ 58″ E / 41.95020444°N,2.01611389°E 627 msnm                                             |                                                      |                                       | Modifica les dades a Wikidata |
|        | el Puig Jussà           | Sant Feliu Sasserra | masia        |                                            | 41° 56′ 30″ N, 2° 00′ 12″ E / 41.941613291013°N,2.00327816495901°E                                            |                                                      |                                       | Modifica les dades a Wikidata |
|        | el Pujalt               | Sant Feliu Sasserra | masia        |                                            | 41° 55′ 33″ N, 2° 01′ 50″ E / 41.9258°N,2.03067°E 548 msnm                                                    |                                                      |                                       | Modifica les dades a Wikidata |
|        | el Purgatori            | Sant Feliu Sasserra | masia        | 19th century                               | 41° 54′ 37″ N, 2° 01′ 55″ E / 41.910311°N,2.032011°E ca:Sector sud del terme municipal 827 msnm               |                                                      |                                       | Modifica les dades a Wikidata |
|        | la Casanova             | Sant Feliu Sasserra | masia        |                                            | 41° 56′ 13″ N, 1° 58′ 50″ E / 41.9370647145415°N,1.98068329418644°E                                           |                                                      |                                       | Modifica les dades a Wikidata |
|        | la Jordana              | Sant Feliu Sasserra | masia        |                                            | 41° 57′ 08″ N, 2° 01′ 05″ E / 41.9521697271625°N,2.01799046520299°E                                           |                                                      |                                       | Modifica les dades a Wikidata |
|        | la Molina               | Sant Feliu Sasserra | masia        | 19th century                               | 41° 55′ 49″ N, 1° 59′ 01″ E / 41.9301836993654°N,1.98373582636271°E ca:Sector sud-oest del terme municipal    |                                                      |                                       | Modifica les dades a Wikidata |
|        | la Peça                 | Sant Feliu Sasserra | masia        | 19th century                               | 41° 57′ 06″ N, 1° 59′ 11″ E / 41.951796806692°N,1.98648129877516°E ca:Sector oest del terme municipal         |                                                      |                                       | Modifica les dades a Wikidata |
|        | la Traveria             | Sant Feliu Sasserra | masia        | Estil: barroc 17th century                 | 41° 54′ 29″ N, 2° 02′ 24″ E / 41.908089°N,2.040038°E ca:Al vessant sud-est del cingle de la Traveria 437 msnm | bé cultural d'interès local                          | La Traveria                           | Modifica les dades a Wikidata |
|        | les Cases Noves         | Sant Feliu Sasserra | masia        |                                            | 41° 56′ 51″ N, 2° 01′ 01″ E / 41.9474959378945°N,2.01701258068205°E                                           |                                                      |                                       | Modifica les dades a Wikidata |

## molí d'aigua
| imatge | Nom                 | Ubicat a            | instància de | Detalls      | coordenades                                                                                                 | Protecció | Commons (més fotos) | Dades a WD                    |
| ------ | ------------------- | ------------------- | ------------ | ------------ | --- | --------- | ------------------- | ----------------------------- |
|        | Molí de Badia       | Sant Feliu Sasserra | molí d'aigua | 19th century | 41° 57′ 07″ N, 2° 00′ 09″ E / 41.9520530410734°N,2.00236746393187°E ca:Sector nord del terme municipal      |           |                     | Modifica les dades a Wikidata |
|        | Molí de Vallgatina  | Sant Feliu Sasserra | molí d'aigua | 18th century | 41° 58′ 01″ N, 1° 59′ 47″ E / 41.9670600427388°N,1.99640089708586°E ca:Extrem nord-oest del terme municipal |           |                     | Modifica les dades a Wikidata |
|        | Molí de la Traveria | Sant Feliu Sasserra | molí d'aigua | 18th century | 41° 54′ 27″ N, 2° 02′ 30″ E / 41.9074179880171°N,2.04170566589788°E ca:Extrem sud-est del terme municipal   |           |                     | Modifica les dades a Wikidata |
|        | Molí dels Arnaus    | Sant Feliu Sasserra | molí d'aigua | 19th century | 41° 56′ 12″ N, 1° 59′ 49″ E / 41.936604969877°N,1.99699919035696°E ca:Sector central del terme municipal    |           |                     | Modifica les dades a Wikidata |

## serra
| imatge | Nom                 | Ubicat a            | instància de | Detalls | coordenades                                                         | Protecció | Commons (més fotos) | Dades a WD                    |
| ------ | ------------------- | ------------------- | ------------ | ------- | ------------------------------------------------------------------- | --------- | ------------------- | ----------------------------- |
|        | serrat de Bonells   | Sant Feliu Sasserra | serra        |         | 41° 56′ 20″ N, 1° 58′ 59″ E / 41.93896111°N,1.98311111°E 601.3 msnm |           |                     | Modifica les dades a Wikidata |
|        | serrat de Puiglluçà | Sant Feliu Sasserra | serra        |         | 41° 56′ 46″ N, 2° 00′ 28″ E / 41.946°N,2.0079°E 579 msnm            |           |                     | Modifica les dades a Wikidata |
|        | serrat de la Rovira | Sant Feliu Sasserra | serra        |         | 41° 55′ 45″ N, 1° 59′ 51″ E / 41.929175°N,1.99758611°E 534.5 msnm   |           |                     | Modifica les dades a Wikidata |
|        | serrat dels Arnaus  | Sant Feliu Sasserra | serra        |         | 41° 55′ 56″ N, 1° 59′ 27″ E / 41.93231944°N,1.99075556°E 536.1 msnm |           |                     | Modifica les dades a Wikidata |

## Misc
| imatge | Nom                                       | Ubicat a                                  | instància de                                   | Detalls                             | coordenades | Protecció                                            | Commons (més fotos)                 | Dades a WD                    |
| ------ | ----------------------------------------- | ----------------------------------------- | ---------------------------------------------- | ----------------------------------- | --- | ---------------------------------------------------- | ----------------------------------- | ----------------------------- |
|        | Ajuntament de Sant Feliu Sasserra         | Sant Feliu Sasserra                       | casa consistorial                              | Estil: arquitectura del Renaixement | 41° 56′ 40″ N, 2° 01′ 20″ E / 41.944583°N,2.022322°E                                                                   | bé cultural d'interès local                          | Ajuntament de Sant Feliu Sasserra   | Modifica les dades a Wikidata |
|        | Carrer Balmes                             | Sant Feliu Sasserra                       | carrer                                         | Estil: arquitectura popular         | 41° 56′ 39″ N, 2° 01′ 23″ E / 41.944293°N,2.023159°E ca:Sector sud-est del nucli urbà                                  | bé cultural d'interès local                          | Carrer Balmes (Sant Feliu Sasserra) | Modifica les dades a Wikidata |
|        | Castell de la Cirera                      | Sant Feliu Sasserra                       | castell                                        | 11st century                        | 41° 55′ 29″ N, 2° 01′ 13″ E / 41.924697°N,2.020171°E ca:Ctra. Avinyó - Sant Feliu, km 61 camí a dreta, a 1 km 531 msnm | bé d'interès cultural bé cultural d'interès nacional |                                     | Modifica les dades a Wikidata |
|        | Plaça Major                               | Sant Feliu Sasserra                       | plaça                                          |                                     | 41° 56′ 40″ N, 2° 01′ 20″ E / 41.94438°N,2.022301°E ca:Sector central del nucli urbà                                   | bé cultural d'interès local                          | Plaça Major de Sant Feliu Sasserra  | Modifica les dades a Wikidata |
|        | Polígon industrial de Sant Feliu Sasserra | Sant Feliu Sasserra                       | polígon industrial                             |                                     | 41° 56′ 33″ N, 2° 01′ 39″ E / 41.9425777725787°N,2.02752322699981°E                                                    |                                                      |                                     | Modifica les dades a Wikidata |
|        | Pou de gel                                | Sant Feliu Sasserra                       | pou de neu                                     | Estil: arquitectura popular         | | bé integrant del patrimoni cultural català           |                                     | Modifica les dades a Wikidata |
|        | Sant Feliu Sasserra                       | Sant Feliu Sasserra                       | vèrtex geodèsic                                | Alt: 0.96m                          | 41° 56′ 39″ N, 2° 01′ 24″ E / 41.944033°N,2.023237°E 642.906 msnm                                                      |                                                      |                                     | Modifica les dades a Wikidata |
|        | Sant Feliu Sasserra                       | Sant Feliu Sasserra                       | entitat singular de població capital municipal | 629 hab                             | 41° 56′ 44″ N, 2° 01′ 15″ E / 41.94542766°N,2.0207887°E 613 msnm                                                       |                                                      |                                     | Modifica les dades a Wikidata |
|        | Serrat Llobater                           | Sant Feliu Sasserra Santa Maria de Merlès | muntanya                                       |                                     | 41° 57′ 26″ N, 1° 59′ 13″ E / 41.9572°N,1.98689°E 695.8 msnm                                                           |                                                      |                                     | Modifica les dades a Wikidata |
|        | cobert de l'Aurora                        | Sant Feliu Sasserra                       | cabana                                         |                                     | 41° 56′ 35″ N, 2° 01′ 32″ E / 41.9431646728068°N,2.02557203515296°E                                                    |                                                      |                                     | Modifica les dades a Wikidata |